# Rainbow Warrior

Loď Rainbow Warrior

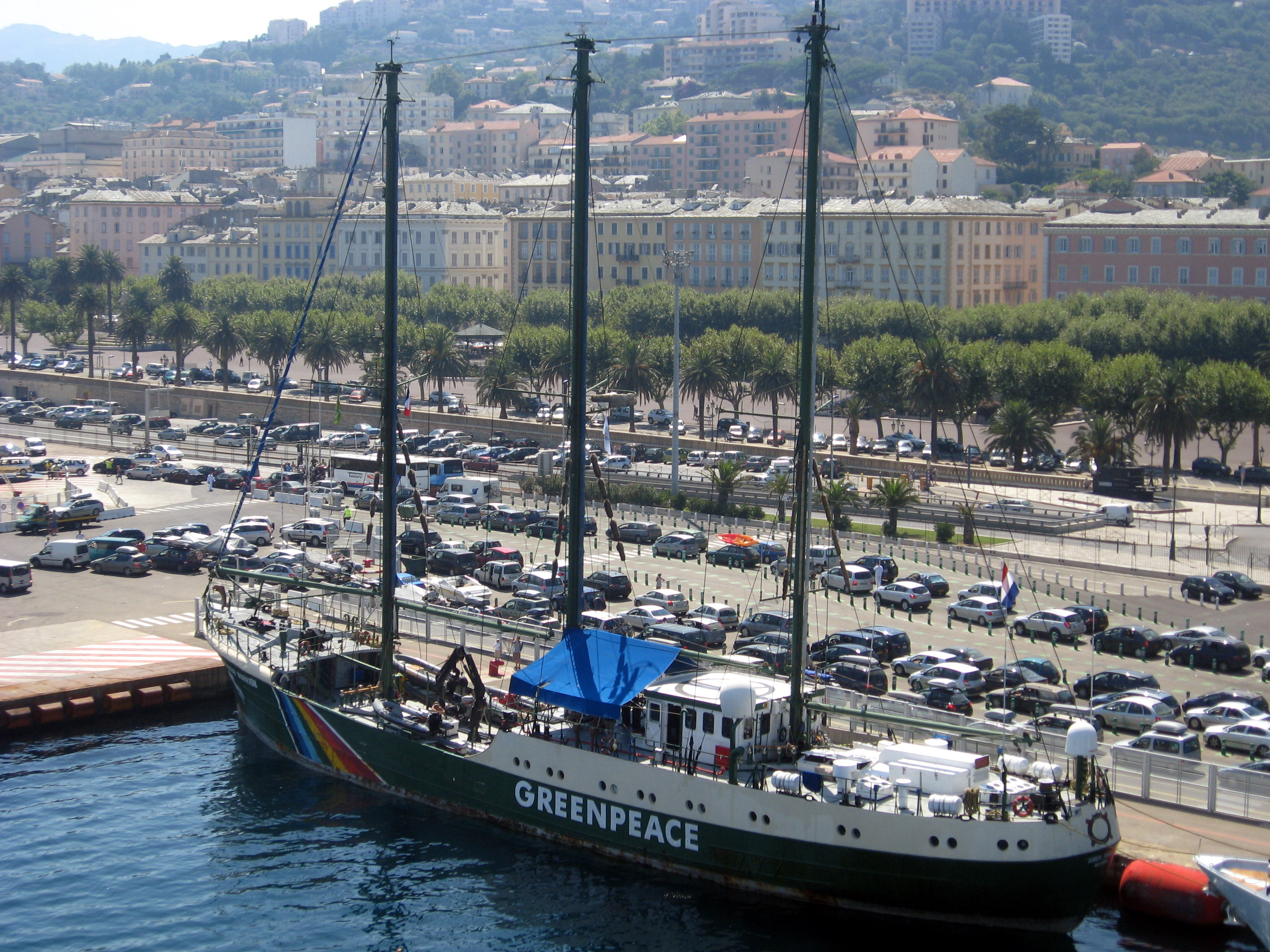
Loď Rainbow Warrior II, kotvící na Korsice (2007)

Rainbow Warrior (Duhový válečník, původním jménem Sir William Hardy) byla loď, kterou roku 1978 zakoupila organizace Greenpeace. Jejím úkolem byly akce na kampani proti vybíjení velryb, pokusným atomovým výbuchům, zakládání skládek nebezpečných odpadů na dně moře či oceánu a na dalších podobných akcích.

## Bombový útok
Dne 10. července 1985 ji v přístavu Auckland za pomoci výbušniny potopili agenti francouzské tajné služby, aby znemožnili organizaci připravované akce proti francouzským zkouškám jaderných zbraní na atolu Mururoa.  Na potopené lodi zahynul člen posádky, fotograf Fernando Pereira.
Rainbow Warrior byl vyzdvižen, ale jeho oprava se ukázala jako nerentabilní - proto byl znovu potopen 2. prosince 1987 v zátoce Matauri, kde se stal umělým základem pro útes a „rybí svatostánek“. 

## Vyšetřování
Novozélandské úřady při následném vyšetřování prokázaly potopení lodi dvojici, která se nejprve vydávala za manžele Turengesovy ze Švýcarska a jakýkoliv podíl na zničení lodi odmítala. Po dlouhém vyšetřování se však ukázalo, že se jedná o agenty francouzské tajné služby (DGSE) - majora Alaina Mafarta a kapitánku Dominique Prieur.[zdroj⁠?!] Teprve 11. září 1985 připustil francouzský premiér Laurent Fabius, že loď skutečně potopili agenti francouzské tajné služby, kteří plnili rozkazy.[Evening Mail - Monday 23 September 1985] Řádně vyšetřit celou záležitost ale nebylo možné, protože se materiály o této akci z archívů DGSE „ztratily“.[zdroj⁠?!]
Oba agenti byli na Novém Zélandu odsouzeni za neúmyslné zabití a poškození cizího majetku na 10 let vězení. Po hrubém nátlaku Francie je Nový Zéland vydal k převezení obou atentátníků na francouzskou vojenskou základnu na ostrově Hao pod podmínkou, že jejich předčasné propuštění bude vyžadovat souhlas Nového Zélandu. Francie je však propustila již po dvou letech, aniž by vůbec novozélandskou vládu oficiálně informovala.

## Rainbow Warrior II
Organizace Greenpeace 2. září 1987 uspěla v mezinárodní arbitráži proti Francii a obdržela od ní 8,16 miliónů dolarů, za které nakoupila loď Grampian Fame, kterou pojmenovala Rainbow Warrior II (poprvé pod tímto jménem vyplula 10. července 1989). V roce 2011 byl vyřazen z flotily Greenpeace a slouží organizaci Friendship jako nemocniční loď, která zajišťuje zdravotní péči v Bengálském zálivu při pobřeží Bangladéše.

## Rainbow Warrior III
14. října 2011 byl v Německu spuštěn na vodu Rainbow Warrior III. 

## Film
V roce 1992 natočil režisér Michael Tuchner celovečerní film Potopení lodě Rainbow Warrior s Jonem Voightem v hlavní roli.